# Мангёндэ-гуёк
Мангёндэ-гуёк или округ Мангёндэ (кор. 만경대구역?, 萬景台區域?) — один из 19 округов (гуёк) города Пхеньяна, столицы КНДР. Первоначально он был деревней Мангёндэри провинции Пхёнан-Намдо, но в сентябре 1959 года стал районом Пхеньяна. Территория окружена несколькими холмами, один из самых высоких называется Мангёнбон (холм десяти тысяч взглядов), он хорош как обзорная точка, а деревня у его подножия называется Мангёндэ. Район простирается на запад мимо реки Сунхвачхон к уезду Кансо. Мангёндэ находится в стороне от милитаризованных районов Чхильголь и Орю-ри, между улицами Кванбок-Кори («восстановление») и Чхончхун-Гори («молодёжная»). Улица Кванбок-Кори — жилой район с высотной застройкой, где живут работники средств массовой информации и пропаганды КНДР и культурных учреждений.
Район Мангёндэ, по официальной версии, является местом рождения Ким Ир Сена.